# Peso átomo (MMA)
La división de peso átomo en las artes marciales mixtas generalmente se refiere a competidores que pesan menos de 48 kg (105.8 lb), dependiendo de la promotora . Se ubica por debajo de la división de peso paja , que es más pesada, y es la categoría de peso más ligera ampliamente reconocida dentro de las MMA. La división de peso átomo en las artes marciales mixtas se utiliza casi exclusivamente para las MMA femeninas.

## Categorías
En general, el peso atómico se refiere a competidores que pesan menos de 48 kg (105,8 lb), pero el peso exacto varía según la promoción. Fight Matrix clasifica a los luchadores de 110,9 lb (50,3 kg) o menos como peso atómico.
- La división de peso átomo de JEWELS tiene un límite superior de 47,6 kg (105 lbs). Anteriormente se conocía como peso pluma hasta mayo de 2015.[3]
- La división de peso átomo de Invicta Fighting Championships está entre 95 y 105 libras (43 a 47,6 kg).[4]
- La división de peso atómico Pancrase tiene un límite superior de 47,6 kg.[5]
- La división de peso átomo de ONE Championship está entre 105 y 115 libras (47,6 a 52,2 kg).[6]
- La división de peso átomo del Road Fighting Championship tiene un límite superior de 48 kg.
- La división de peso átomo de Shooto tiene un límite superior de 47,6 kg.[7]